# Weißtannentrieblaus
Die Weißtannentrieblaus (Dreyfusia nordmannianae, Syn.: Adelges nordmannianae, Dreyfusia nüslini C. B.), auch Einbrütige Tannentrieblaus genannt, ist eine Pflanzenlausart aus der Familie der Adelgidae.

## Beschreibung
Die Weißtannentrieblaus wird 1 bis 3 Millimeter groß und ist dunkel gefärbt. An den Körperseiten befinden sich Wachsränder sowie auf der Mitte des Rückens ein Wachskamm. Es treten sowohl geflügelte als auch ungeflügelte Exemplare auf. Die frisch geschlüpften Junglarven sind rund 0,4 Millimeter groß. Die Eier sind rostbraun.
Ähnliche Arten
Die Weißtannentrieblaus kann mit der heimischen Tannenstammlaus (Adelges piceae) und mit der Europäischen Weißtannentrieblaus (Mindarus abietinus) verwechselt werden. Die Tannenstammlaus befällt die Stammrinde von Bäumen im Stangenholz- und Baumholzalter, während die Europäische Weißtannentrieblaus die Nadeln befällt und diese büschelartig nach vorne krümmt. Beide Arten sondern, genauso wie die Weißtannentrieblaus, ebenfalls Wachswolle aus.

## Verbreitung
Das natürliche Verbreitungsgebiet der Weißtannentrieblaus umfasst die höheren Lagen des westlichen Kaukasus, der Krim sowie des östlichen Pontus-Gebirges. Dort kommt sie vor allem in Rein- und Mischbeständen der Nordmann-Tanne (Abies nordmanniana) in Höhenlagen von bis zu 1400 Metern vor. In den 1840ern gelangte die Art durch den Import von Nordmann-Tannen nach Mitteleuropa. Bis in die 1920er und 1930er hatte sie sich über das gesamte Vorkommen der Weißtanne in Europa ausgebreitet und die heimische Tannenstammlaus (Adelges piceae) großteils verdrängt. Nach Nordamerika gelangte die Art durch den Import der Weiß-Tanne (Abies alba).

## Lebenszyklus
Im natürlichen Verbreitungsgebiet dienen die Nordmann-Tanne sowie die Kaukasus-Fichte (Picea orientalis) als Wirtspflanzen. Zwischen diesen beiden Arten wechselt die Weißtannentrieblaus während ihrer zweijährigen Entwicklung. Während dieser Entwicklung werden fünf aufeinander folgende Generationen ausgebildet. Die geschlechtlichen und die gallenbildenden Generationen befallen die Kaukasus-Fichte, welche den Primärwirt darstellt. Die adulten Tiere der gallenbildenden Generation besitzen Flügel und wechseln auf die Nordmann-Tanne als Sekundärwirt. Auf den Nordmann-Tannen entwickeln sich mehrere flügellose Generationen, deren Weibchen sich ungeschlechtlich fortpflanzen können. Es entwickeln sich aber auch geflügelte Weibchen, welche auf die Kaukasus-Fichte zurück wechseln. Da in Mitteleuropa die Kaukasus-Fichte nicht vorkommt und die Gemeine Fichte (Picea abies) kein passender Ersatz ist, vollzieht sich die Entwicklung in einem jährlichen Zyklus nur auf der Weiß-Tanne. Es werden dabei nur ungeschlechtige Generationen gebildet und die Entwicklung verläuft auf der Weiß-Tanne langsamer als auf der Nordmann-Tanne.
Die Larven überwintern meist im 2. Larvalstadium an der Ast-, Stamm- oder Triebrinde unter auffälligen, weißen Wachswollausscheidungen. Sie überstehen dabei Temperaturen von bis zu −20 °C. Im folgenden Frühjahr, während der ersten längeren Wärmeperiode, entwickeln sich die Larven weiter und nach der dritten Häutung entwickeln sich flügellose Weibchen. Die Weibchen beginnen Ende März mit der Eiablage, welche sich bis in den Juni erstrecken kann. Während dieser Zeit legt das Weibchen 100 bis 500 Eier, welche in klumpenförmigen Haufen an der Stammrinde und an der Unterseite von einjährigen Trieben angebracht und mit Wachswolle bedeckt werden. Die Wachswolle schützt die Eier vor Austrocknung, Feuchtigkeit, Kälte und Fressfeinden.
Aus den Eiern schlüpfen meist von Anfang bis Mitte Mai zwei verschiedene Junglarventypen. Es treten Junglarven mit langen Stechborsten, so genannte Stamm- und Triebsauger, sowie Junglarven mit kurzen Stechborsten, so genannte Nadelsauger, auf. Die Stamm- und Triebsauger saugen bis in den Herbst an Ast-, Stamm- und Triebrinde und häuten sich dabei nicht. Auch eine Fortpflanzung findet nicht statt. Die Nadelsauger entwickeln sich rasch weiter. Während die älteren Larvenstadien eher sesshaft sind, zeichnen sich die Junglarven durch ihre hohe Beweglichkeit aus. Sie klettern bis zu den jungen Maitrieben und saugen an den Unterseiten von jungen Nadeln, wobei sie das typische Schadbild verursachen. Aus den Nadelsaugern entwickeln sich zwei verschiedene Typen von Weibchen. Der erste Typ entwickelt sich ab Ende Mai und ist geflügelt. Dieser Typ entfernt sich vom ursprünglichen Wirtsbaum und wechselt zur Kaukasus-Fichte. In Gebieten, wo die Kaukasus-Fichte fehlt, geht dieser Typ zugrunde. Der zweite Typ ist ungeflügelt und legt in der Zeit von Juni bis Anfang Juli in lockeren, an Nadelunterseiten sitzenden Wachswollkugeln 10 bis 30 Eier ab.
Aus diesen Eiern schlüpfen von Mitte Juli bis Anfang August Junglarven, welche zur Ast-, Stamm- und Triebrinde wandern. Dort gesellen sie sich zu den Stamm- und Triebsaugern und verharren gemeinsam mit diesen bis in den Herbst hinein in einer Diapause. Nachdem sie sich Ende September bis Mitte Oktober gehäutet haben, umwickeln sich die Larven mit Wachswolle und bereiten sich auf das Überwintern vor. Die Verbreitung der Art erfolgt großteils passiv durch den Wind.

## Schadwirkung

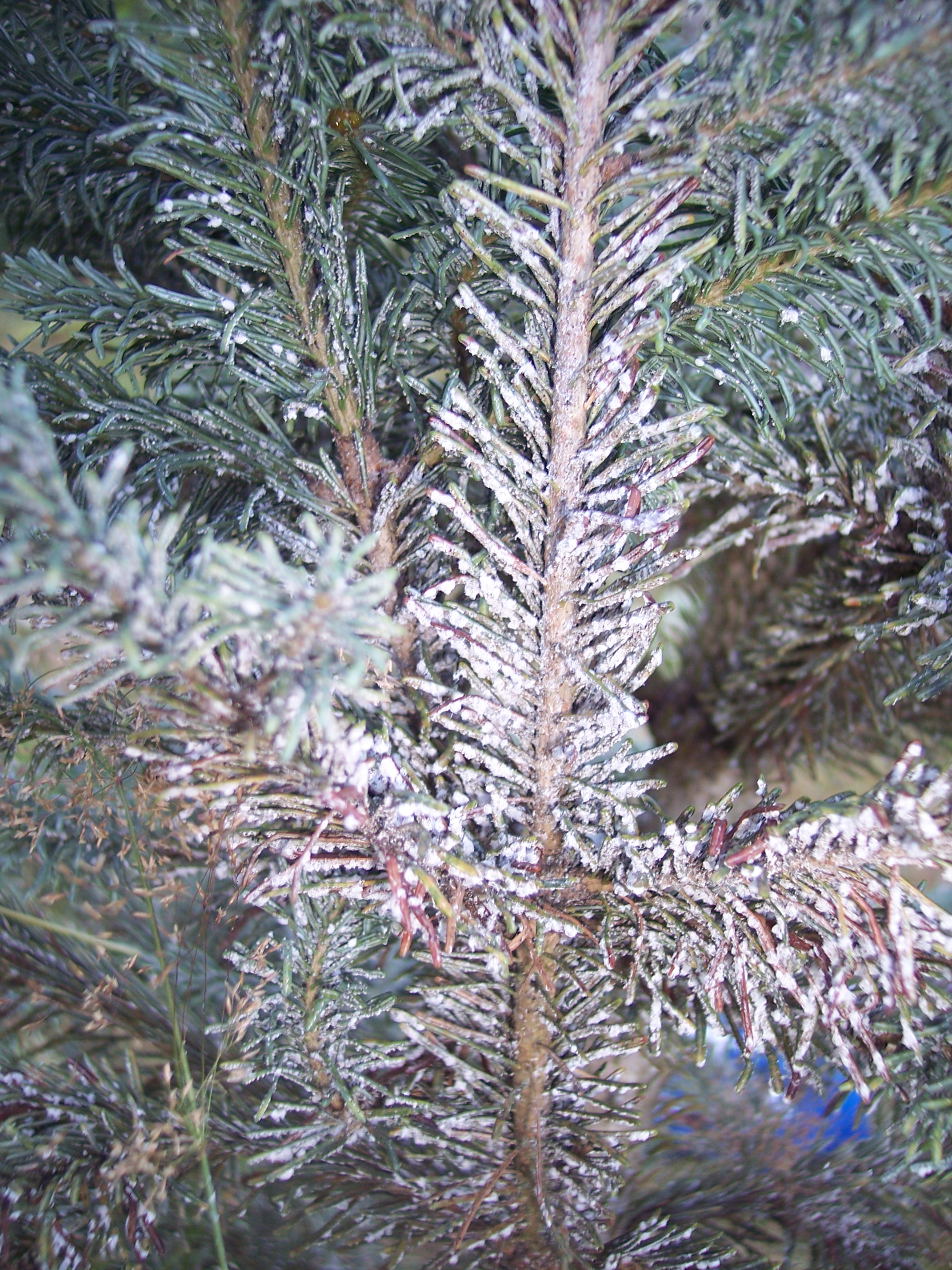
Befallener Weihnachtsbaum

Die Weißtannentrieblaus befällt Äste, Stämmchen und Triebe, seltener Maitriebe, von Jungtannen, welche eine dünne Rinde aufweisen. Es werden vor allem von der Sonne beschienene und warme Baumpartien besiedelt. Bäume ab einem Alter von rund 30 Jahren werden nur mehr selten befallen. Ein erstes auffälliges Anzeichen für einen Befall stellen verformte Mainadeln dar, die sich vor allem nach unten krümmen. Die Saugtätigkeit an der Rinde bleibt meistens eher unauffällig. Bei starkem Befall können bereits im zweiten Jahr die Maitriebe absterben und die Rinde wird rissig und pockennarbig. Zudem verdicken sich die Triebbasen und die Knospen treiben nicht mehr aus. Der Befall kann sich aber auch über Jahre hinwegziehen, ehe die Krone beginnt, von oben herab abzusterben. Manchmal gelingt es dem Wirtsbaum, den abgestorbenen Gipfeltrieb durch einen noch lebenden Ast zu ersetzen. Allerdings ist der Baum durch den Befall geschwächt und wird häufig von Sekundärparasiten befallen.

## Bekämpfung
Da in Waldgebieten zurzeit keine chemischen Mittel zur Bekämpfung der Weißtannentrieblaus zugelassen sind, ist nur eine mechanische Bekämpfung möglich. In Christbaumkulturen ist jedoch die Bekämpfung mit Insektiziden erlaubt und sollte kurz vor oder während des Austriebs erfolgen. Stark befallene Bäume sollten im Winter aus dem Bestand entfernt und anschließend verbrannt werden. Durch den Befall geschwächte Bäume sollten nicht zu stark freigestellt werden. Als waldbauliche Maßnahme sollten Tannen nur unter Schirm verjüngt werden.